# Giuliano Borin
Giuliano Borin (Conegliano, 17 febbraio 1922 – ...) è stato un calciatore italiano, di ruolo centrocampista.

## Caratteristiche tecniche
Giocava come mediano o mezzala.

## Carriera
Esordisce nel 1942 in Serie C con la maglia del Conegliano. Trasferitosi a Roma per completare gli studi universitari, disputa il Campionato romano di guerra 1944-1945 nelle file dell'Italia Libera segnalandosi tra i migliori elementi della squadra. Nell'autunno 1945 passa alla Roma, come rincalzo per l'attacco; inizialmente bloccato da problemi di tesseramento, diventa disponibile solo a inizio dicembre. Nel campionato di Divisione Nazionale 1945-1946 disputa complessivamente 6 partite con i giallorossi, realizzando il suo unico e decisivo gol nel derby contro la Lazio del 23 dicembre 1945, vinto per 2-1. Al termine della stagione passa in prestito al Tivoli, in Serie C, e poi dal novembre 1947 al Perugia con cui partecipa al campionato di Serie B 1947-1948.
In seguito prosegue la carriera nel Tivoli ancora in Serie C e quindi nel Formia, in Promozione e Prima Divisione.

## Palmarès

### Club

#### Competizioni regionali
- Prima Divisione: 1

Formia: 1953-1954